# Anna Sui

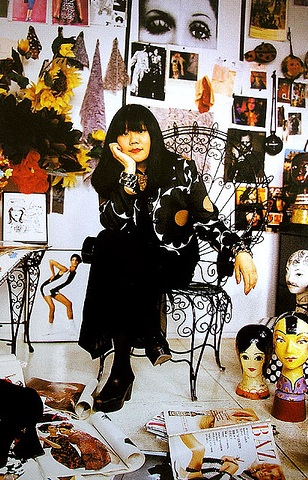
Anna Sui in ihrem New Yorker Atelier

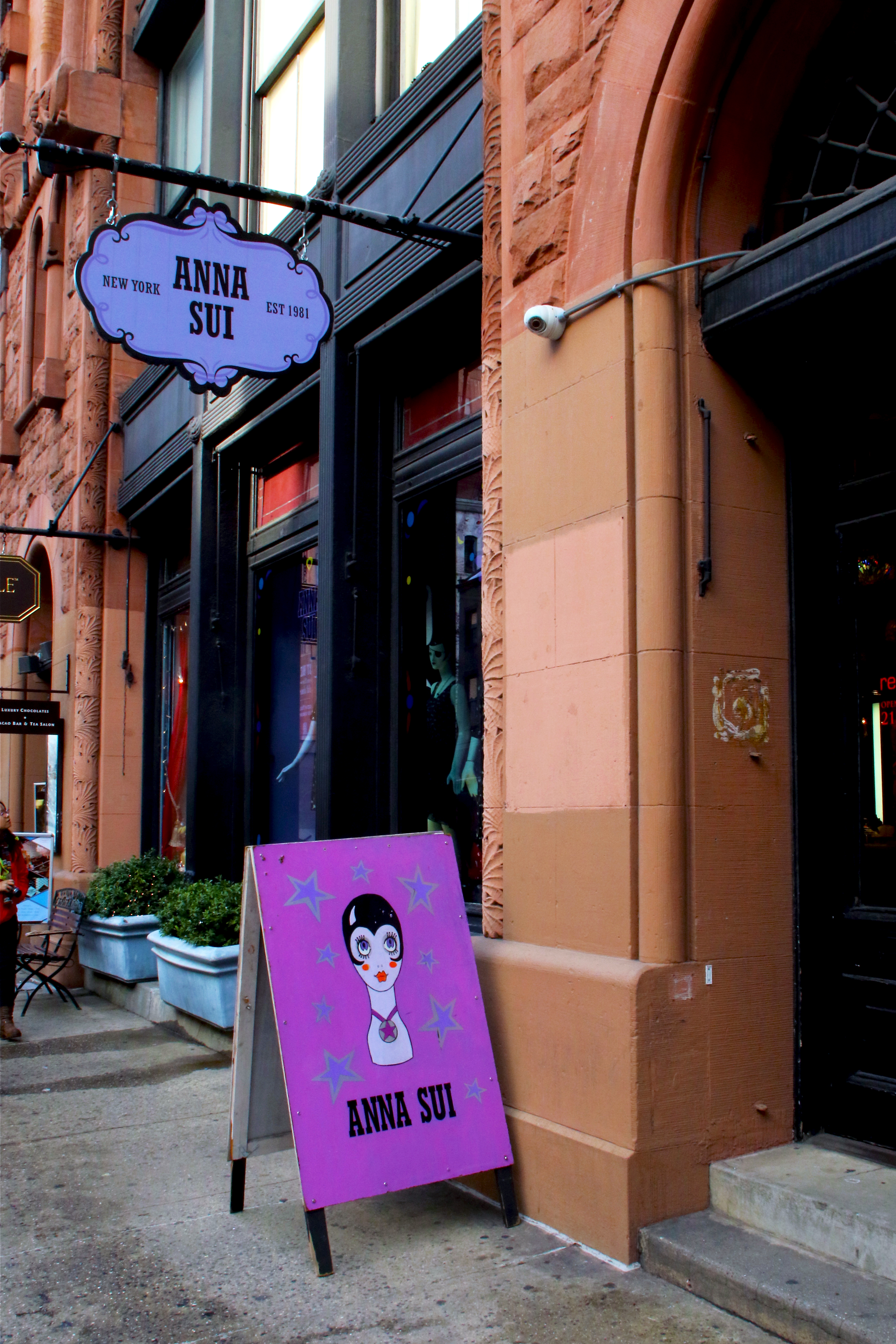
Anna-Sui-Boutique, 484 Broome Street in Manhattan

Anna Sui (* 4. August 1964 in Detroit, Michigan) ist eine US-amerikanische Modeschöpferin.

## Leben
Anna Sui wurde 1964 in Detroit als Tochter chinesischer Einwanderer geboren. Bereits in jungen Jahren interessierte sie sich für Modedesign und sammelte Fotostrecken aus Modemagazinen, die sie seitdem als Inspirationsquelle nutzt. Nach ihrem Highschool-Abschluss zog sie nach New York und ließ sich an der renommierten Parsons School of Design ausbilden. Dort lernte sie den  späteren Vogue-Fotografen Steven Meisel kennen, für den sie als Stylistin tätig war, nachdem sie zunächst für kleine Sportbekleidungshersteller gearbeitet hatte und ehe sie sich 1980 selbständig machte.
1991 hatte sie als Designerin ihre erste eigene Modenschau, bei der die mit ihr gut befreundeten Supermodels Linda Evangelista und Naomi Campbell ihre Mode auf dem Laufsteg präsentierten und ihr damit zu Bekanntheit in der New Yorker Modeszene verhalfen. Daraufhin verlagerte sie ihr Atelier von ihrem Apartment in das Quartier im Garment District. Ihre erste Boutique eröffnete sie 1992 an der 113, Greene Street in SoHo. Noch im selben Jahr erhielt sie im Alter von 28 Jahren den Nachwuchspreis bei den CFDA Fashion Awards. 1997 eröffnete sie eine Boutique in Tokio und 1999 eine weitere am Sunset Plaza in Los Angeles.
1999 brachte sie ihr erstes Parfüm Anna Sui und ihre erste Kosmetiklinie auf den Markt. Weitere für Frauen konzipierte Parfüms wie Dreams (2000), Sui Love (2002), Sui Dolly Girl (2003), Ooh la Love (2004) und Secret Wish (2005) folgten. Zu ihren Kunden zählen Nicole Kidman, Drew Barrymore, Sofia Coppola, Cher und Madonna.
Anlässlich des 25-jährigen Bestehens ihres Labels wurde Sui von Mai bis Oktober 2017 im Fashion and Textile Museum in London die Ausstellung „The World of Anna Sui“ gewidmet. Es handelte sich um die erste Retrospektive für eine US-amerikanische Modedesignerin in England. Gezeigt wurden Teile ihrer Kollektionen sowie Moodboards, Zeichnungen und Fotografien.
Ihre Nichte ist die Schauspielerin Chase Sui Wonders.

## Stil
Anna Suis Mode weist mit Stilelementen des Punk, der Hippie-Bewegung, des „European Chic“ und der traditionellen chinesischen Kleidung unterschiedlichste kulturelle Einflüsse auf. Zudem lässt sie häufig ihr Faible für die 1920er und vor allem für die 1960er Jahre in ihre Kreationen einfließen. Auf Luxus und kostbare Stoffe legt sie dabei keinen besonderen Wert. Claire McCardells funktionale Alltagsmode inspirierte sie ebenso wie Andy Warhols Studio The Factory.

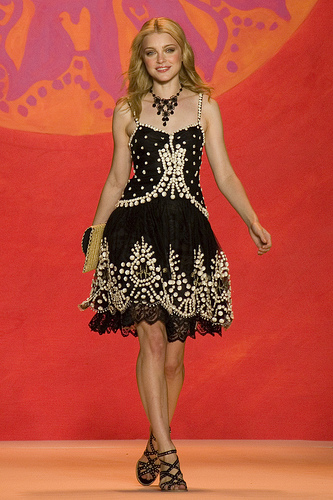
Jessica Stam 2009
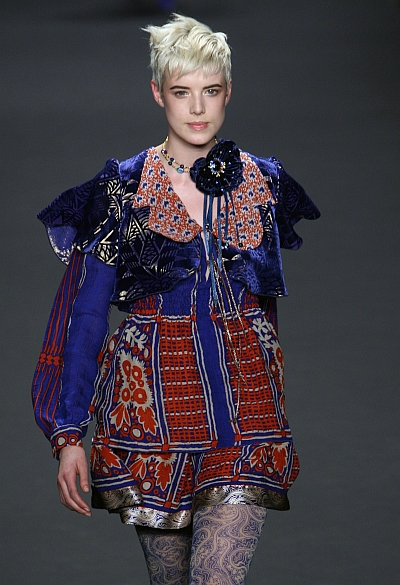
Agyness Deyn 2008
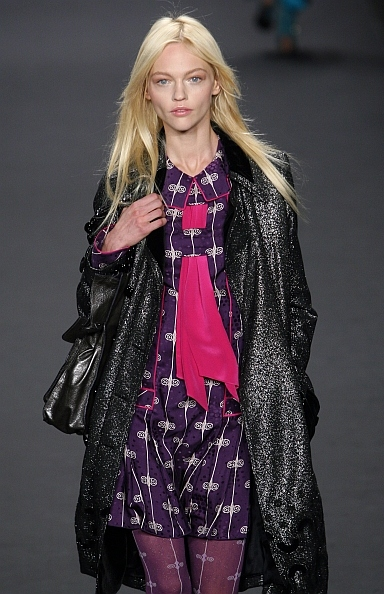
Sascha Piwowarowa 2008
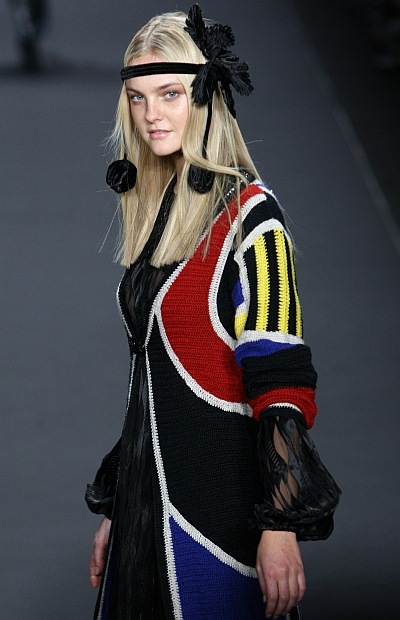
Caroline Trentini 2008
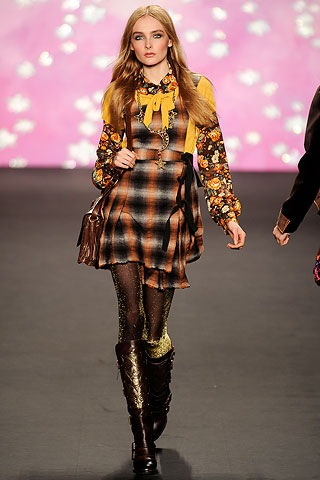
Snejana Onopka 2009
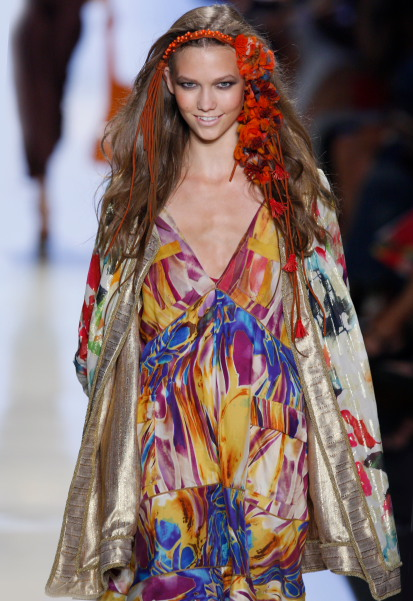
Karlie Kloss 2011